# خوک جهودها

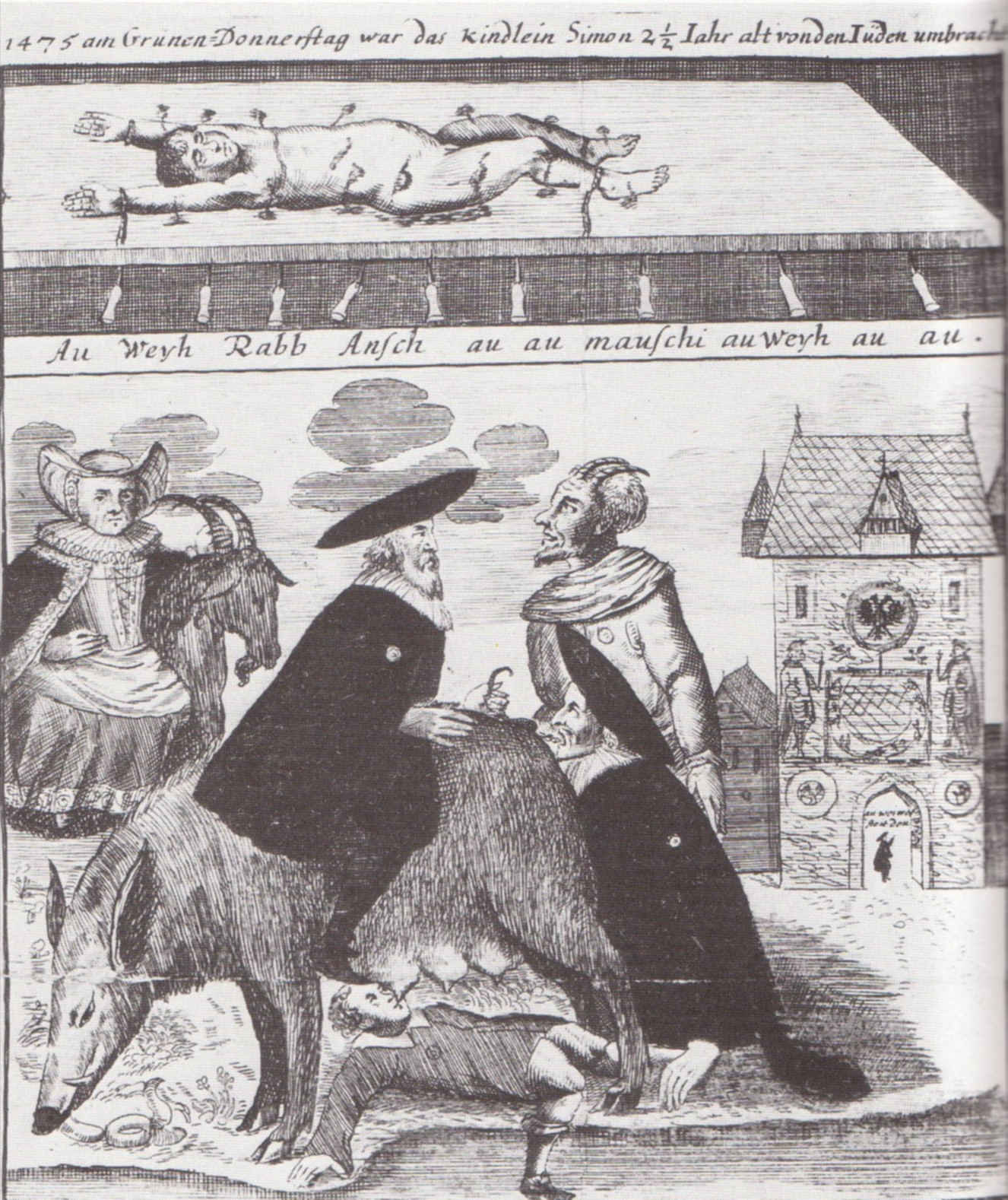

خوک جهودها (به آلمانی: Judensau) (خوک ماده = Sau) تصویر تحقیرآمیزی است که در قرون وسطی توسط مسیحیان اروپا از یهودیان کشیده می‌شد که در حال تماس مستهجن با یک خوک بزرگ ماده هستند.
استفاده از این تصویر به منظور تحقیر یهودیان از قرن سیزدهم م در اروپا متداول بوده‌است و بیش از ۴۰ عدد از مجسمه‌هایی که بر مبنای این تصویر و به ویژه در کلیساها و بناهای مسیحی ساخته شده بودند، هنوز هم در نقاط مختلف اروپا پابرجا هستند.

## رای دیوان عالی آلمان در رابطه با نماد "خوک جهودها"
در ۱۴ ژوئن ۲۰۲۲، دیوان عالی دادگستری آلمان شکایت یک شاکی یهودی را رد کرد و گفت: این سمبل تا سال ۱۹۸۸ توهین‌آمیز بوده، اما می‌تواند در کلیسای شهر ویتنبرگ باقی بماند زیرا کلیسای شهر از آن زمان به اندازه کافی توضیح داده و روشنگری نموده. کلیسا با تابلوی دیواری این سمبل 'شرم' را به 'یادبود' برای بزرگداشت تبدیل کرد.

## نگارخانه

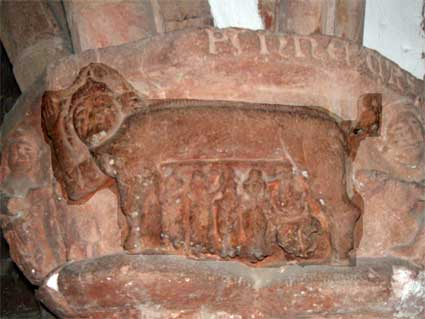
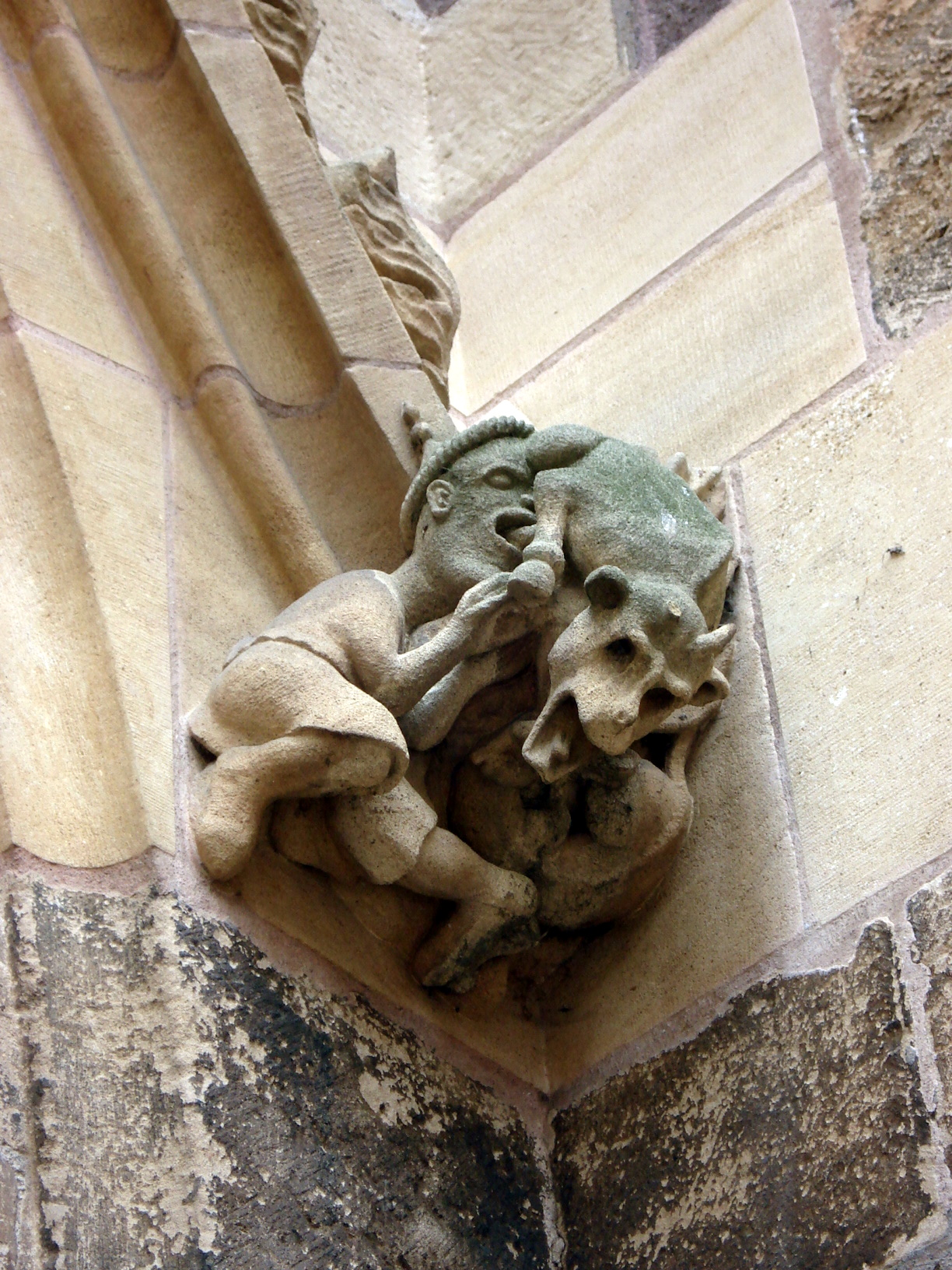
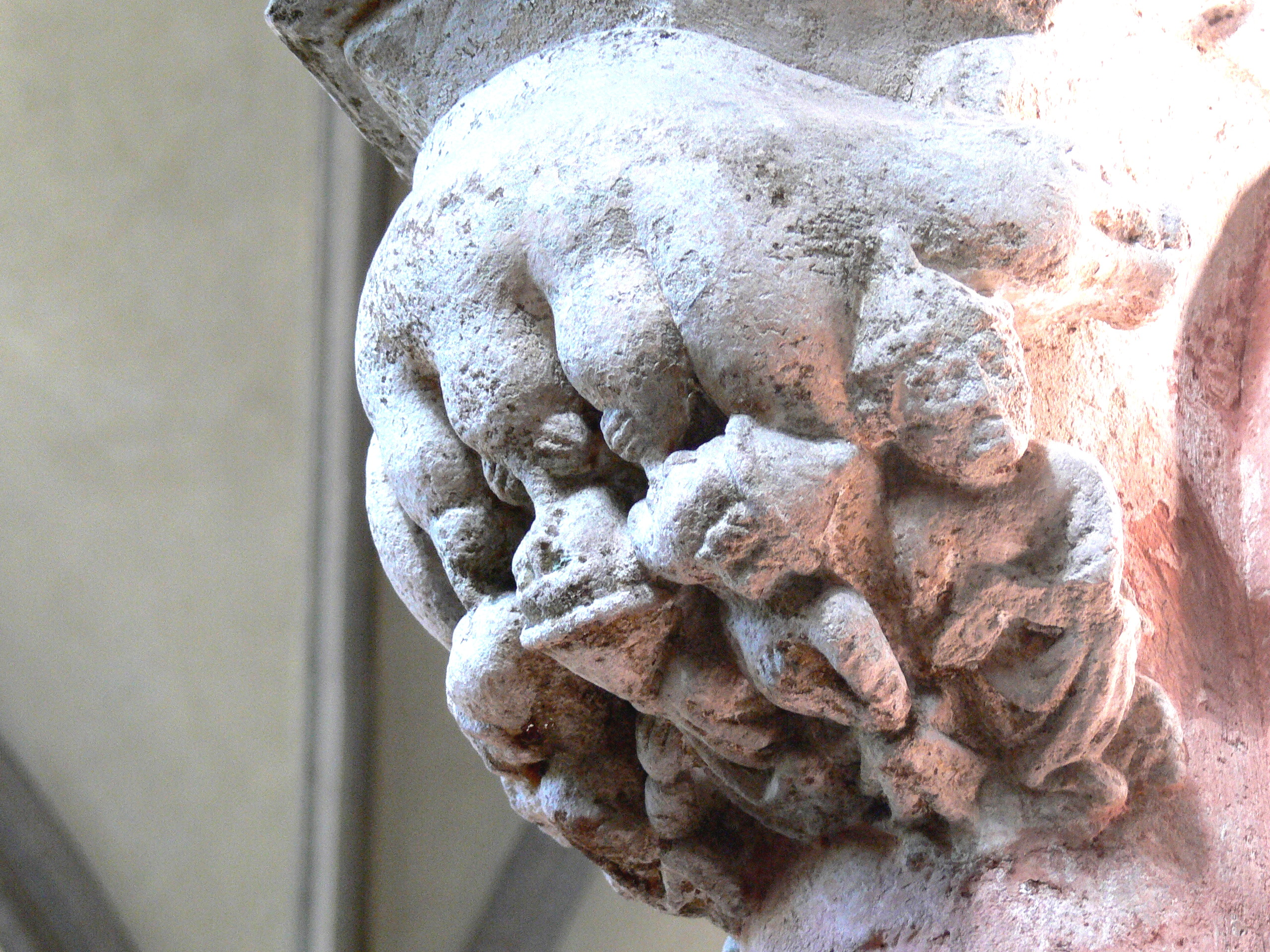
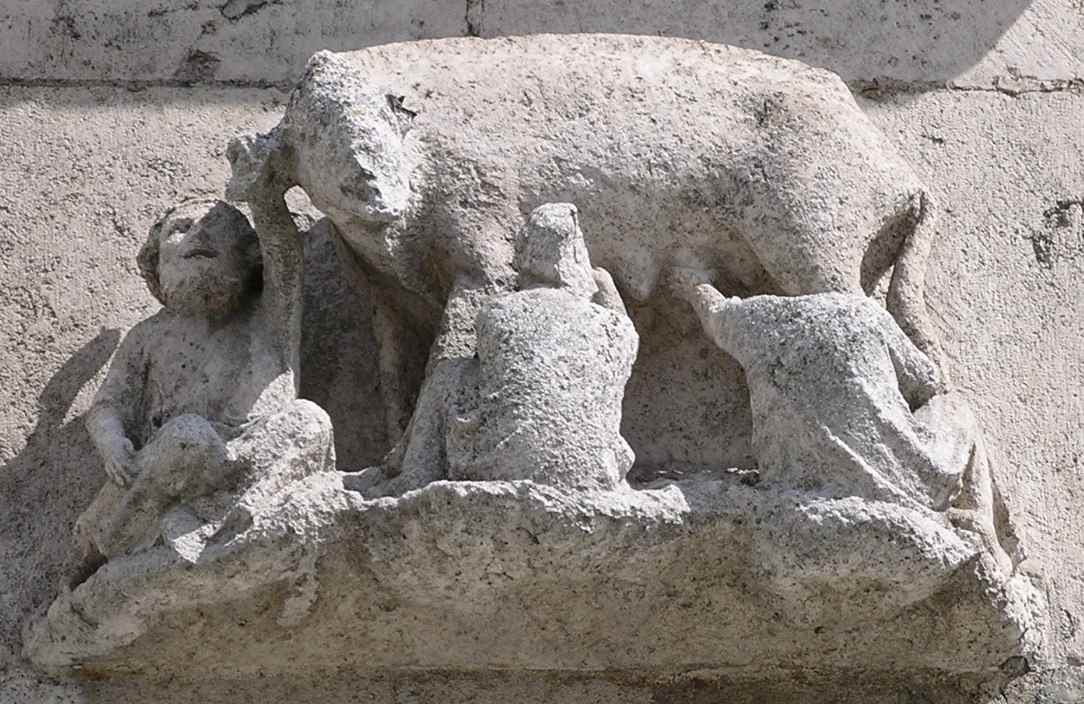
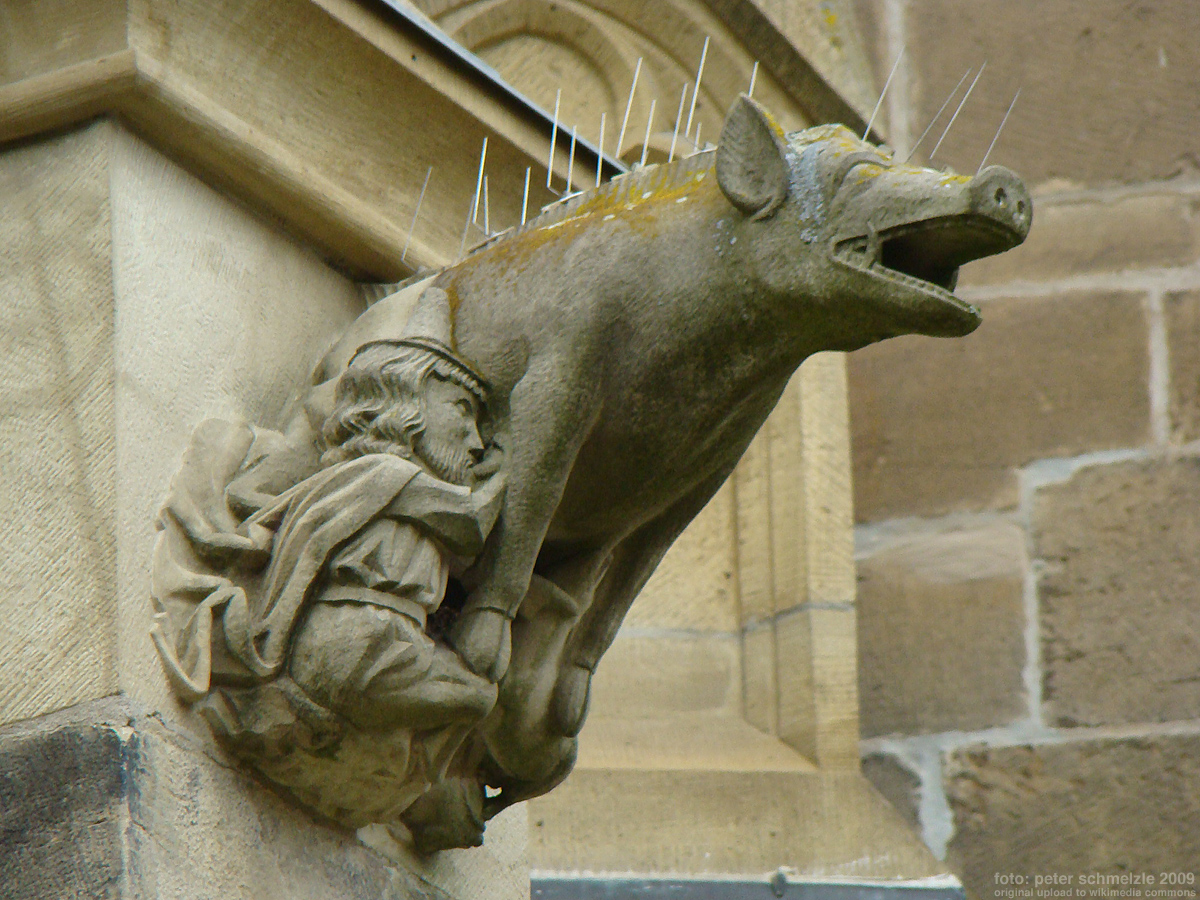
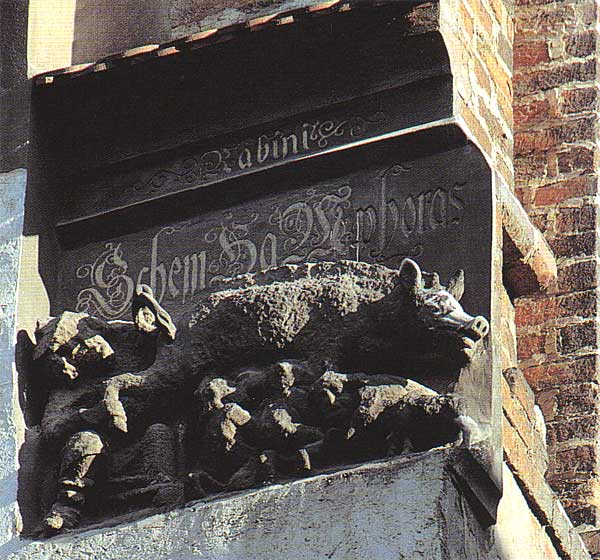
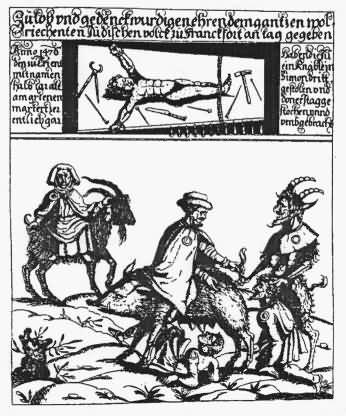
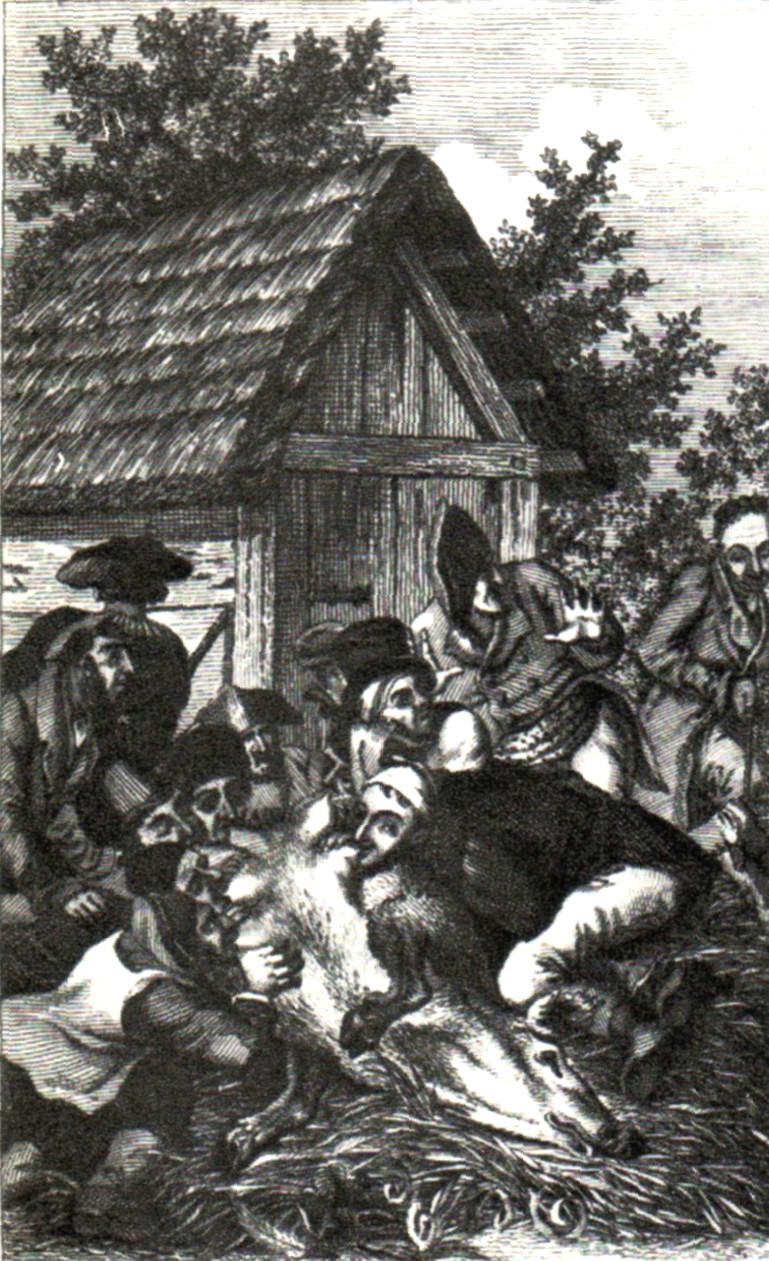